# Giorgi Szotadze
Giorgi Szotadze (gruz. გიორგი შოთაძე; ur. 1 grudnia 2000) – gruziński zapaśnik walczący w stylu klasycznym. 
Zajął trzynaste miejsce na mistrzostwach Europy w 2020. Drugi na MŚ U-23 w 2022. Wygrał ME U-23 w 2022 i drugi w 2023. Mistrz świata i Europy juniorów w 2019. Mistrz świata kadetów w 2016. Mistrz Europy kadetów w 2016 i 2017; drugi w 2015 roku.